# Медаља за заслуге у пољопривреди
Медаља за заслуге у пољопривреди је било одликовање Савезне Републике Југославије и Државне заједнице Србије и Црне Горе. Медаља је установљена 4. децембра 1998. године доношењем Закона о одликовањима СРЈ. Медаља за заслуге у пољопривреди имала је три степена и додјељивала се за заслуге у области пољопривреде, шумарства, лова и риболова.

## Изглед одликовања
Медаља за заслуге у пољопривреди првог степена израђена је од позлаћене легуре бакра и цинка у облику круга, пречника З8мм. На лицу медаље налази се, у средини, рељефни медаљон у чијем доњем делу су плодови воћа, повpћa и кукуруза. Изнад је раширена рибарска мрежа са рибама, као симболи риболова, на левој страни, а на десној страни је глава сокола, као симбол вештине лова. У надвишењу се налази сунцокрет, а око медаљона венац. На левој страни је житно класје, а са десне стране су гране од испреплетеног храстовог и ловоровог лишћа, које се доле укрштају. На наличју медаље, у средини, налази се правоугаони натпис: "За заслуге у пољопривреди". Око натписа у рељефу су стилизовани листови ловора, који формирају звездасту форму. У доњем делу, у средини доњих листова, налази се штит са иницијалима Савезне Републике Југославије. Медаља виси на траци ширине 20мм, сложеној у облику петоугла, тако да су горња хоризонтална и две доње косе стране дуге по 22мм, а бочне стране по 42мм. Трака медаље израђена је од златножуте моариране свиле, ширине 20мм, са једном усправном пругом тамнозелене боје у средини, ширине 1мм. Врпца медаље израђена је од златножуте моариране свиле, ширане З6мм, са једном усправном пругом тамнозелене боје у средини, ширине 1мм. Медаља за заслуге у пољопривреди првог степена носи се на левој страни груди.
Медаља за заслуге у пољопривреди другог степена по композицији, материјалу и величини иста је као и Медаља за заслуге у пољовривреди првог степена, али је цела посребрена. Медаља виси на траци ширине 20мм, сложеној у облику петоугла, тако да су горња хоризонтална и две доње косе стране дуге по 22мм, а бочне стране по 42мм. Трака медаље израђена је од златножуте моариране свиле, ширине 20мм, са две усправне пруге тамно зелене боје у средини, ширине по 1мм, а растојање између њих је 2мм. Врпца медаље израђена је од златножуте моариране свиле, шириле 36мм, са две усправне пруге тамнозелене боје у средини, ширине по 1мм, а растојање између њих је 2мм. Медаља за заслуrе у пољопривреди другог степана носи се на левој страни груди.
Медаља за заслуге у пољопривреди трећег степена а по композицији, материјалу и величини иста је као и Медаља за заслуге у пољопривреди првог и другог степена али је цела бронзано патинрана. Медаља виси на траци ширине 20мм, сложеној у облику петоугла. тако да су горња хоризонтална и две доње косе стране дуге по 22мм, а бочне стране по 42мм. Трака медаље израђена је од златножуте моариране свиле, ширине 20мм, са три усправне пруге тамнозелене боје у средини, ширине по 1мм, а растојање између њих је 2мм. Врпца медаље израђена је од златножуте моариране свиле, ширине 36мм, са три усправне пруге тамно зелене боје у средини, ширине по 1мм, а растојање између њих је 2мм. Медаља за заслуге у пољопривреди трећег степена носи се на левој страни груди.
| Медаља првог степена | Медаља другог степена | Медаља трећег степена |
| -------------------- | --------------------- | --------------------- |
| Траке одликовања     |                       |                       |
|                      |                       |                       |